# Ouéguédo
Ne doit pas être confondu avec Ouéguédo-Peulh ou Ouéguédo-Yarcé.
Ouéguédo est une commune située dans le département de Tenkodogo de la province de Boulgou dans la région du Centre-Est au Burkina Faso.

## Géographie
La commune est située à environ six kilomètres au nord de Tenkodogo et tient son nom de la rivière éponyme. Depuis 2011, un projet d'important barrage, de 800 mètres de retenue pour une superficie de 31,2 hectares et un volume de plan d'eau normal de 432 646 m3, est en cours de réalisation sur le site au lieu de convergence des eaux des pluies saisonnières,.

## Démographie
| 2003  | 2006  | 2012 |
| ----- | ----- | ---- |
| 1 194 | 1 366 | -    |

## Administration
La commune est jumelée, depuis 1994, avec celle de Rivière en Indre-et-Loire.

## Économie
L'essentiel de l'économie de Ouéguédo est liée à l'agriculture maraîchère. Le rapprochement avec la commune de Rivière et la communauté de communes de Rivière-Chinon-Saint-Benoît-la-Forêt a notamment permis l'aboutissement, en 1999, d'un projet de reboisement et plus récemment une participation au financement de la construction du barrage sous la maitrise de l'entreprise Veolia Eau afin de sécuriser l'accès et la gestion de l'eau, notamment pour les activités agricoles.

## Santé et éducation
Ouéguédo accueille un centre de santé et de promotion sociale (CSPS).